# Kosmos 2236
O Kosmos 2236 (em russo: Космос 2236, significado Cosmos 2236) foi um satélite russo de navegação por satélite, como parte do programa GLONASS. Foi lançado em 17 de fevereiro de 1993 às 20:09 GMT do Cosmódromo de Baikonur, no Cazaquistão, através de um foguete Proton.